# Antona entella
Antona entella là một loài bướm đêm thuộc phân họ Arctiinae, họ Erebidae.